# دلیتسش (ناحیه)
دلیتسش (به آلمانی: Landkreis Delitzsch) یک ناحیه در آلمان است که در زاکسن واقع شده‌است. دلیتسش ۱۲۹٬۱۰۰ نفر جمعیت دارد.